# Jacksonoides kochi
Jacksonoides kochi là một loài nhện trong họ Salticidae.
Loài này thuộc chi Jacksonoides. Jacksonoides kochi được Eugène Simon miêu tả năm 1900.